# Stora göl, Östergötland
Stora göl är en sjö i Ydre kommun i Östergötland och ingår i Motala ströms huvudavrinningsområde.